# リアス (列車)
リアスは、東日本旅客鉄道（JR東日本）が盛岡駅 - 宮古駅間を山田線経由で運行する快速列車である。
ここでは同区間で運行される臨時快速列車の「さんりくトレイン宮古」および「ふるさと宮古」、ならびに山田線の速達列車の沿革についても記載する。

## 概要

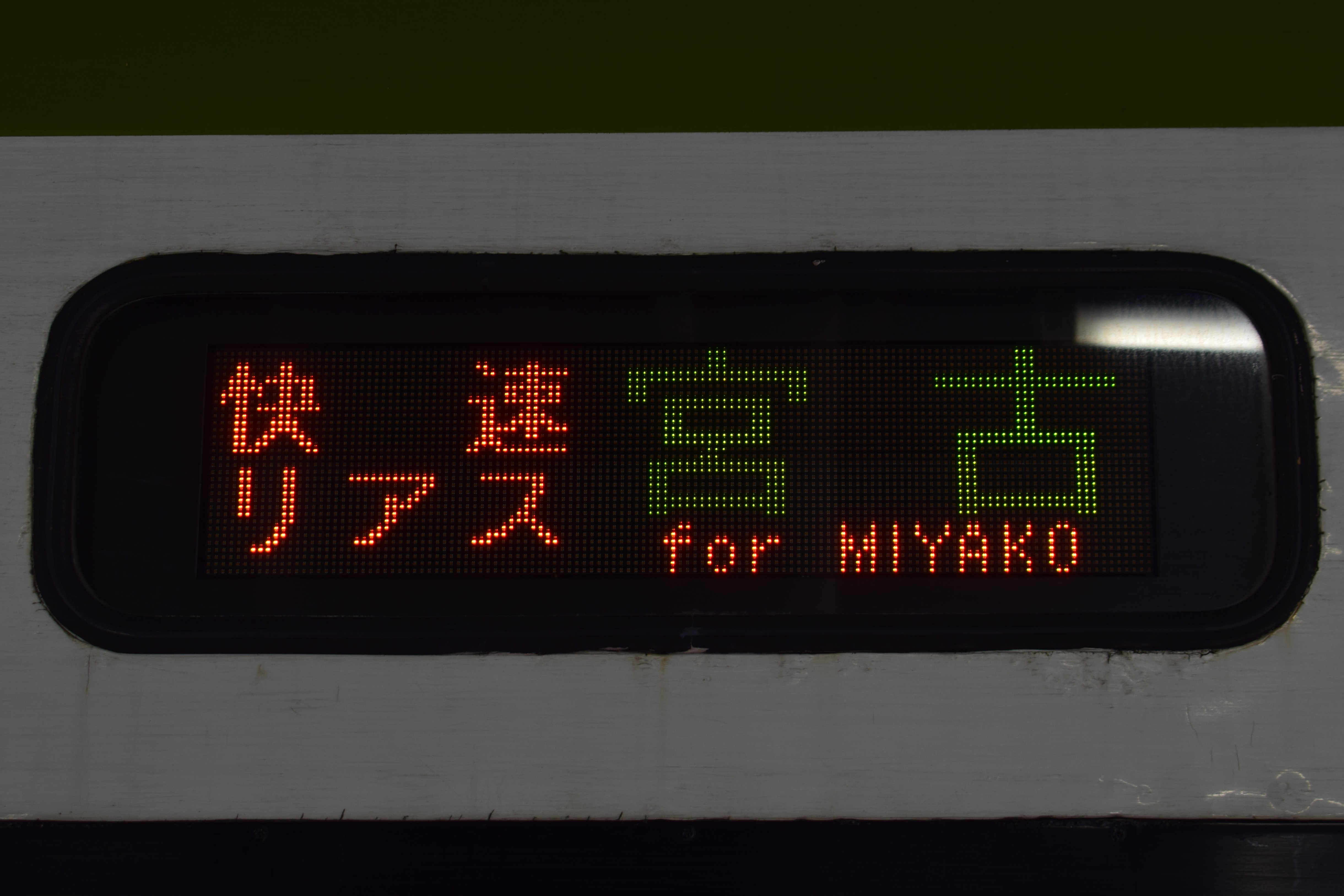
宮古行きの方向幕

かつて山田線の盛岡駅 - 釜石駅間で運行されていた複数の急行列車を統合したもので、当初は特別快速を名乗っていた。
2000年代以降は観光需要も重視されるようになり、使用車両のキハ110系にテーブル付きの座席が用意されたほか、同じ区間に観光列車も設定されている。

## 運行概況
上り宮古発盛岡行き列車が1日1本、下り盛岡発宮古行き列車が1日2本設定されている。上りは朝時間帯、下りは昼時間帯の運行となる。

### 停車駅
盛岡駅 - 上盛岡駅 - 山岸駅 - 上米内駅 - 陸中川井駅 - 茂市駅 - 千徳駅 - 宮古駅

## 使用車両
キハ110系気動車が2両または1両で運行される。指定席の設定はなく、全車自由席である。
2007年10月20日まではキハ58系気動車・キハ52形気動車が使用されていた。

## さんりくトレイン宮古・ふるさと宮古

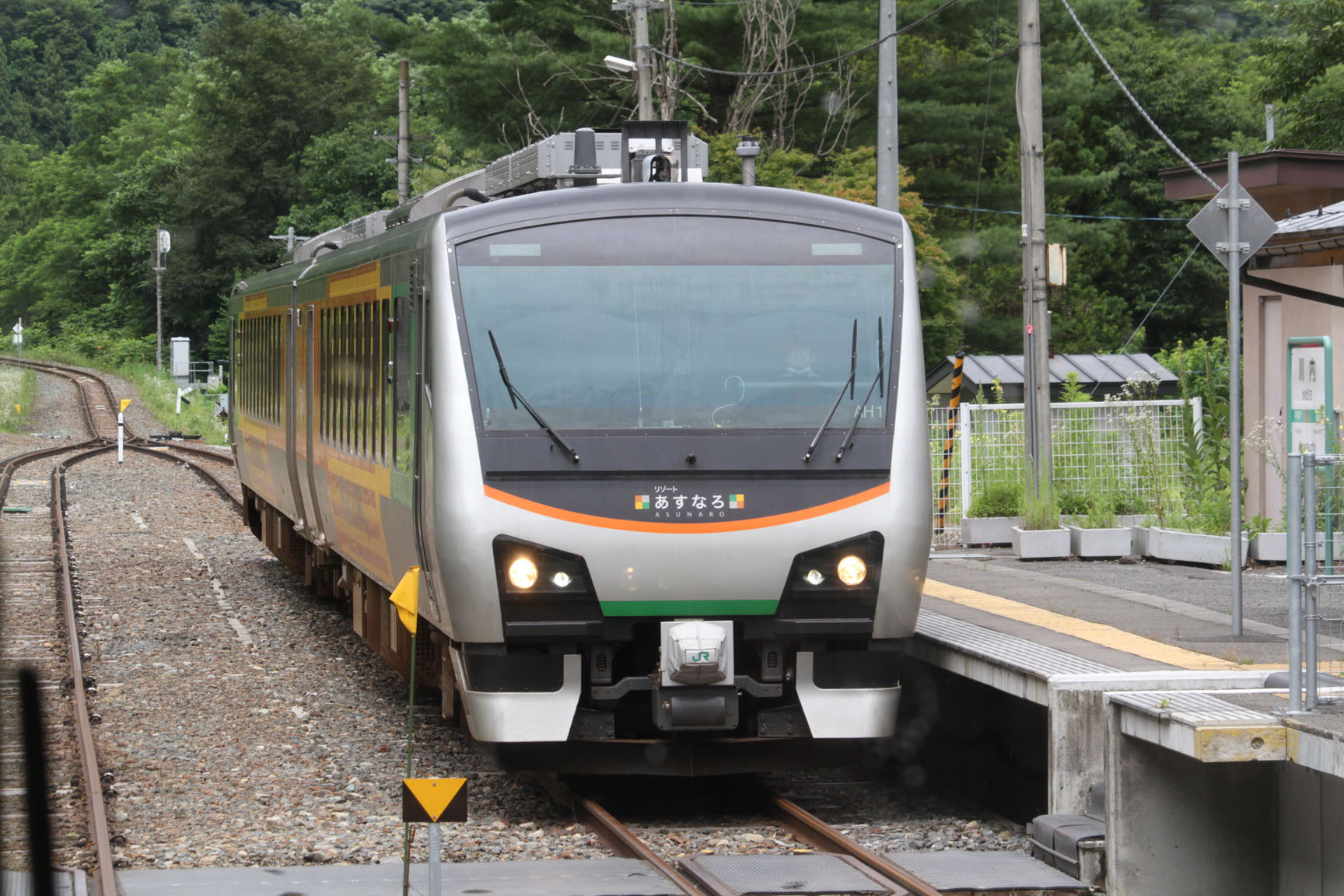
さんりくトレイン宮古（2020年7月）

さんりくトレイン宮古およびふるさと宮古は、盛岡駅 - 宮古駅間に設定される臨時快速列車である。いずれものってたのしい列車の公式ページに記載されている。

### 運行概況
「さんりくトレイン宮古」がほぼ通年の土休日に設定されており、この内のお盆・年末年始シーズンの数日間が同じダイヤで「ふるさと宮古」の列車名となる。また、毎年冬頃に開催される宮古真鱈まつりに合わせた臨時列車も運転される。
どちらも1日1往復の運転で、盛岡発9時台・宮古発14時台の設定となっている。

#### 停車駅
盛岡駅 - 上米内駅 - 陸中川井駅 - 茂市駅 - 宮古駅

### 使用車両・編成
HB-E300系気動車「リゾートあすなろ」が使用される。全車指定席。

さんりくトレイン宮古（2015年5月）

かつてはキハ58系気動車改造のジョイフルトレイン「Kenji」が使用されていたが、引退・廃車に伴ってリゾートあすなろ編成に置き換えられた。

## 山田線速達列車沿革
※優等列車の停車駅は「はまゆり (列車)」を参照。また「五葉」「そとやま」については「循環列車」も参照。
- 1965年（昭和40年）
  - 3月20日：盛岡駅 - 釜石駅間の準急列車として「リアス」・「五葉」・「そとやま」運転開始。「五葉」･「リアス」は3両、「そとやま」は4両。「五葉」と「そとやま」には1等車が連結されていたが、「リアス」には1等車は連結されなかった。
  - 10月1日：「五葉」の1等車連結終了。
- 1966年（昭和41年）
  - 3月5日：「リアス」・「五葉」・「そとやま」急行列車に昇格。
  - 10月1日：「そとやま」が3両編成に縮小し、1等車の連結も終了。
- 1982年（昭和57年）11月15日：「リアス」・「五葉」廃止。「そとやま」快速列車に格下げ。
- 1985年（昭和60年）3月14日：盛岡駅 - 宮古駅間の特別快速として「リアス」の名称が復活。「そとやま」もこの時点では停車駅の多い快速として存続していたが、しばらく後に廃止された。
  - 1986年（昭和61年）11月1日改正時点での運転時刻
3642D 盛岡駅11時38分→宮古駅13時48分
3623D 宮古駅6時54分→盛岡駅8時58分
    - 停車駅：盛岡駅 - 上盛岡駅 - 陸中川井駅 - 茂市駅 - 宮古

  - 1985年3月の運転開始当初の「リアス」は、盛岡駅・茂市駅・宮古駅にしか停車しなかった。
- 1998年（平成10年）3月14日：ダイヤ改正に伴い、山岸駅に停車するようになる[3]。
- 2004年（平成16年）
  - 7月17日：盛岡駅 - 青森駅間（山田線・北リアス線・八戸線経由）で臨時快速「キハ58ぐるっと北リアス号」運転。
  - 7月19日：青森駅 - 盛岡駅間（山田線・北リアス線・八戸線経由）で臨時快速「キハ58海の日」運転。
- 2005年（平成17年）7月：盛岡駅 - 宮古駅間で臨時快速「キハ58海の日」運転。
- 2011年（平成23年）3月11日:「リアス」東日本大震災により運休。のちに1往復半復活。
- 2019年（平成31年）3月16日：ダイヤ改正により、区界駅が全便通過になる。
- 2020年（令和2年）3月14日：ダイヤ改正に伴い、千徳駅に停車するようになる[4]。